# 강승완
강승완(1979년 12월 18일 ~ )은 대한민국의 배우이다.

## 학력
- 목원대학교 음악학과 학사
- 용인대학교 대학원 연극학과 졸업
- 세종대학교 공연예술대학원 박사과정 수료

## 출연작

### 영화
- 《이웃사촌》 (2020년) - 경찰 1 역
- 《원더풀 고스트》 (2018년) - 경호 역
- 《나를 기억해》 (2018년) - 장 형사 역
- 《게이트》 (2018년) - 성철 역
- 《비밥바룰라》 (2018년) - 정 사장 역
- 《아빠는 딸》 (2017년) - 강 과장 역
- 《대결》 (2016년) - 태수 역
- 《늙은 자전거》 (2015년) - 김 순경 역
- 《함정》 (2015년) - 창규 역
- 《치외법권》 (2015년) - 마늘 역
- 《따라지: 비열한 거리》 (2015년) - 말꼴 역
- 《7번방의 선물》 (2013년) - 애꾸 역
- 《투혼》 (2011년) - 트라우마 역
- 《주유소 습격사건 2》 (2010년) - 교도관 역
- 《용서는 없다》 (2010년) - 기자 1 역

### 드라마 & 시트콤
- 《달리는 조사관》 (OCN, 2019년) - 최혁곤 역
- 《계룡선녀전》 (tvN, 2018년) - 꽃거지 역
- 《막돼먹은 영애씨 시즌 14》 (tvN, 2015년)
- 《파랑새는 있다》 (TV조선, 2015년)
- 《소녀 K》 (채널CGV, 2011년)
- 《세 남자》 (tvN, 2009년)

### 뮤지컬
- 《빨래》 (2008년) - 빵 역
- 《진짜 진짜 좋아해》 (2008년) - 앙상블 역

### 연극
- 《룸넘버13》 (2009년) - 리차드 역